# Sioni-Kirche (Manglissi)

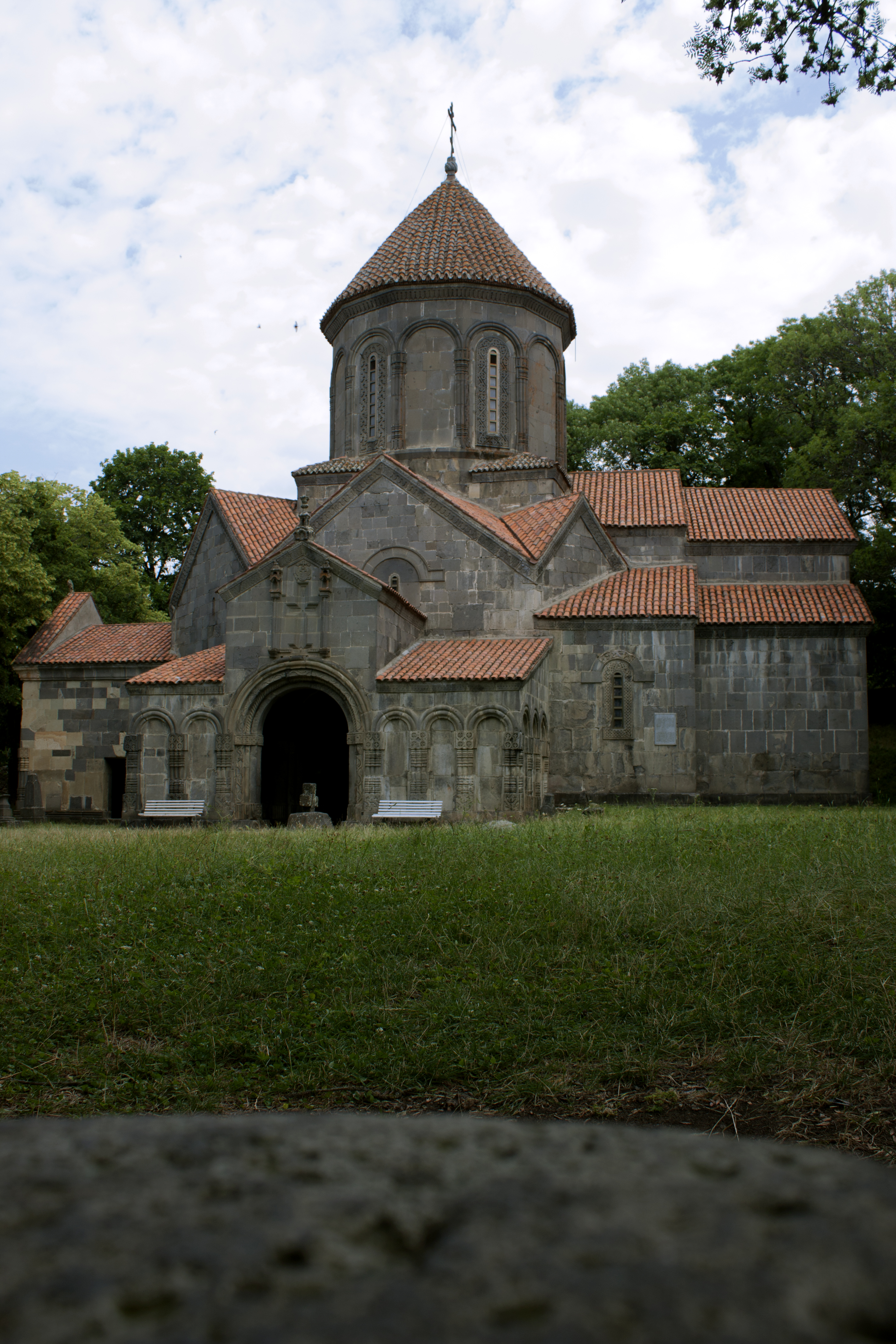
Manglissier Sioni

Manglissier Sioni oder Manglissis Sioni (georgisch მანგლისის სიონი; mɑnglɪsɪs sɪɔnɪ) ist eine georgisch-orthodoxe Kathedrale in der Region Niederkartlien, in der Tetri Zqaros Munizipaliteti, in der Nähe der Stadt Manglissi.
Die erste Kirche in Manglissi wurde im 4. Jahrhundert errichtet. Die heutige Kathedrale stammt aus dem 6.–7. Jahrhundert. Im Jahre 1002 wurde sie umfassend restauriert. 1850 wurde sie von den Russen noch einmal repariert. Bei dieser letzten Restaurierung wurden die Wände mit weißer Farbe überstrichen, die Freskomalerei wurde dabei zerstört. Die Malerei ist nur noch in der Kuppel teilweise vorhanden.
In der Manglissier Sioni-Kathedrale befinden sich noch alte georgischen Inschriften.